# Петель, Карл Отто
Карл Отто Петель (нем. Karl Otto Paetel; 23 ноября 1906, Берлин, Германская империя – 4 мая 1975, Нью-Йорк, США) — немецкий политический журналист. В 1920-х годах был одним из идеологов национал-большевизма. В 1930-х годах принимал участие в немецком сопротивлении.

## Биография
Петель родился 23 ноября 1906 года в Берлине. Он учился в Высшей реальной школе Сименса , где вступил в молодежную группу «Köngener Bund». Позже он учился в  Университете Фридриха Вильгельма в Берлине.

Меч, молот и коса — символ Группы социал-революционных националистов

Петель был вовлечён в Германское молодёжное движение и стал видным лидером Deutsche Freischar, входившей в его состав. Он принадлежал к его «национально-революционному» течению, которое стремилось объединить леворадикальные и праворадикальные идеи, чтобы сформировать Третью позицию между НСДАП и КПГ. С этой целью он основал свой собственный Arbeitsring Junge Front, а затем Группу социал-революционных националистов, чтобы пропагандировать свои синкретические взгляды. ГСРН была создана в 1930 году из-за разочарования Петеля в нацистской партии, к которой он до этого был хорошо расположен, поскольку он начал считал их революционную риторику неискренней, а их сущность консервативной. Тем не менее, он считал, что нацистская партия все еще содержала «полезные» революционные элементы, и был особенно активен в попытках привлечь на свою сторону членов Гитлерюгенда. В 1930 он стал соредактором Die Kommenden вместе с известным националистом Эрнстом Юнгером.
После побега из интернирования французской полицией в мае 1940 года он бежал через южную Францию в Испанию, а затем в Нью-Йорк. Там он возобновил свою журналистскую деятельность и работал корреспондентом. В 1943 году он женился на своей невесте Элизабет Цернер. После войны он редактировал журнал Deutsche Gegenwart и писал о Юнгере. В 1975, он умер в Форест-Хилс, в Нью-Йорке.

## Избранная библиография
- Национал-большевистский манифест, 1933